# Ронні Беблік
Ронні Беблік (нім. Ronny Beblik; 12 травня 1986, Карл-Маркс-Штадт, Саксонія) — німецький боксер, призер чемпіонатів світу та Європи серед аматорів.

## Аматорська кар'єра
На чемпіонаті Європи 2006 в категорії до 48 кг програв у першому бою.
На чемпіонаті світу 2007 виступав вже у категорії до 51 кг і програв у другому бою.
На чемпіонаті світу 2009 завоював бронзову медаль.
- В 1/16 фіналу переміг Бато-Мунко Ванкеєва (Білорусь) — 14-8
- В 1/8 фіналу переміг Александра Александрова (Болгарія) — 5-3
- У чвертьфіналі переміг Халіда Яфай (Англія) — 9-3
- У півфіналі програв Маквільямсу Арройо (Пуерто-Рико) — 7-9

На чемпіонаті Європи 2010 завоював бронзову нагороду.
- В 1/8 фіналу переміг Муміна Велі (Македонія) — 6-3
- У чвертьфіналі пройшов Магомеда Абдулхамідова (Азербайджан) — WO
- У півфіналі програв Халіду Яфай (Англія) — 0-5

На чемпіонаті світу 2011 програв у першому бою.
На чемпіонаті Європи 2013 переміг Чарлі Едвардса (Англія), а в чвертьфіналі програв Ендрю Селбі (Уельс).